# Журнал заседаний Тверской учёной архивной комиссии
Журнал заседаний ТУАК (1890—1913) — журнал Тверской учёной архивной комиссии (ТУАК) (основана в 1884), без чёткой периодичности, всего издано 118 журналов по количеству заседаний, объём — от 9 до 60 стр., печатался в тип. губ. правления.
Журнал ТУАК — образец архивно-просветительской и научно-исследовательской работы, в котором опубликованы первые археологические изыскания в Вышнем Волочке, Торжке, Осташкове (28-е заседание), Твери, курганов в верховьях Волги, Цны, Селижаровки, по берегам Селигера, материалы губернских археологических съездов (1903, 86-е заседание), жизнеописания знатных тверитян: князя Михаила Ярославича Тверского, богослова Палладия Роговского, труды членов комиссии, историков А. К. Жизневского (1-й председатель ТУАК), В. И. Колосова (фольклор), Д. И. Скворцова (раскольники и сектантство), В. И. Покровского (древнейшая история), М. Н. Сперанского (раскольничьи рукописи) и др.
Активно освещались визиты в губернию высоких особ: министра просвещения И. Д. Делянова, великого князя Владимира Александровича, принцессы и принца Ольденбургских и др.